# Kesenoiam
Der Kesenoiam (russisch Кезенойам; tschetschenisch Къоьвзанан Іам) ist ein alpiner See in Tschetschenien und Dagestan (Russland).

## Geografie
Das Stillgewässer liegt auf 1870 m und nimmt eine Fläche von etwa 2,4 Quadratkilometern ein. Die maximale Tiefe beträgt 74 Meter. Der See friert im Winter zu und hat im Sommer eine Wassertemperatur von etwa 5 °C unter 20 Meter Wassertiefe, darüber 5 bis 18 °C. 

## Fauna und Flora
Er ist das ganze Jahr über gut mit Sauerstoff versorgt und relativ planktonarm. Im Kesenoiam lebt eine endemische Forellenart, Salmo ezenami. Diese war bis zur Einführung von zwei Karpfenfischen die einzige Fischart des Sees und gilt heute als vom Aussterben bedroht.